# 辻岡義堂
辻岡 義堂（つじおか ぎどう、1986年6月28日 - ）は、日本テレビのアナウンサー。妻は鷲尾春果。

## 略歴
- 藤沢市立片瀬小学校、慶應義塾湘南藤沢中等部・高等部、慶應義塾大学総合政策学部卒業。
- 2009年、アナウンサーとして日本テレビに入社。同期に現在フリーの上田まりえがいる。
- 2011年9月に大学時代からの友人であるフリーキャスターの鷲尾春果と結婚した[2]。翌2012年2月11日、挙式・披露宴を行った。その後、長女、長男[3]、次男が誕生。
- 2015年3月に番組開始当初（2011年4月）から出演していた『シューイチ』を卒業。 同年4月から、『ズームイン!!サタデー』の総合司会に就任。 2021年3月まで務めた。
- 2021年4月より新番組『ゼロイチ』の進行を担当。2023年3月をもって降板。
- 2022年2月に行われた北京オリンピック取材のため、中国・北京に派遣された際に同大会のマスコットキャラクターである「ビンドゥンドゥン」のグッズを身につけて中継している様子が中国のSNSで拡散し、同国内におけるビンドゥンドゥンの人気に貢献[4][5]。辻岡自身も中国中央テレビ（CCTV）からインタビューを受けるなどの反響になった[6]。ビンドゥンドゥンのグッズを付けるようになった理由について、辻岡は北京空港に到着した際に機内にダウンジャケットを置き忘れたことに気付き[7]、1人落ち込んでいた時に「横にビンドゥンドゥンの看板があり、好きになったから」と語っている[5][8]。この出来事をきっかけに日中両国で「ギドゥンドゥン」の愛称で人気に火がつき、6月27日にWeiboアカウントを開設[9]。
- 2023年6月1日付の人事異動で副主任から主任に昇進。
- 2023年7月1日付けで社長室宇宙ビジネス事務局を兼務。

## 人物
- 大学1年時に、2005年度湘南海の女王・海の王子コンテストで海の王子に選ばれ、1年間観光親善大使を務めた。ミスター慶應コンテスト2007では、最終候補6人に選抜された。
- オリコン調査による「好きな男性アナウンサーランキング」で2014年度9位。翌年2015年には3位とランクアップを果たす[10]。

## 出演番組
太字は出演中

### テレビ番組
- スポーツ中継
- 笑点（アイパートナー、現在は不定期）
- ダイナミックグローブ（実況）
- NOAH di コロッセオ（実況）
- DRAMATIC BASEBALL（ベンチレポート、東京ドーム巨人主管試合における他球場経過など告知アナウンス、2軍中継）
- 日テレNEWS24（不定期）
- 全日本少年サッカー大会中継（第33回、2009年7月）
- 小熊のベア部屋（2009年12月 - の一部の回）
- イブニングプレス donna（月曜日担当、2010年10月 - ）
- ズームイン!!SUPER（金曜日のスポーツコーナー担当、2010年10月8日 - 2011年3月25日）
- NNNニュースサンデー（2010年11月14日 - 2011年2月27日、2016年10月30日 - 2024年3月10日、シフト勤務）
- NEWS ZERO（2011年1月24日・2月21日、2012年2月6日・7日） - ラルフ鈴木の代理
- ヒルナンデス![11]
  - 金曜レギュラー（2011年4月1日 - 2012年3月30日）
  - 「ファッションセンスランキング男性アナウンサーSP」（2020年1月30日・11月19日、2022年1月13日）
  - 滝菜月の代理アシスタント（2022年1月21日）
- シューイチ
  - 日曜エンタメキャスター（2011年4月3日 - 2015年3月29日）
  - 日曜スポーツキャスター（2011年4月3日 - 2013年3月31日、2024年4月7日 - 2025年3月30日）
  - 土曜キャスター（2025年4月6日 - ）
- 皇室日記（2011年7月 - 2012年3月） - アシスタント
- NNNニュース&スポーツ（2012年12月28日、2019年12月29日、2021年1月1日・2日、2023年1月1日、2024年1月3日） - キャスター
- Oha!4 NEWS LIVE[12][13]（日テレNEWS24（CS）・日本テレビ系列）- キャスター
  - 木曜担当（2013年4月4日 - 2014年3月27日）
  - 月曜担当（2014年3月31日 - 2018年9月24日）
  - 中野謙吾の代理（2016年5月26日）
  - 山本健太の代理（2017年5月11日）
  - 安村直樹の代理（2017年10月27日・11月24日、2018年3月16日）
  - 川畑一志の代理（2018年3月14日）
- メレンゲの気持ち（2014年8月2日 - 2021年3月） - 急上昇パーソン
- ズームイン!!サタデー
  - 6代目総合司会（2015年4月4日 - 2021年3月27日）
  - 梅澤廉の代理総合司会（2022年6月18日・25日）
- ZIP!（2015年8月10日 - 14日、2016年6月9日・10日・8月8日 - 12日・15日 - 18日、2017年7月10日・8月1日・14日 - 16日、2018年2月19日 - 23日・26日・7月30日 - 8月3日・13日・14日） - 桝太一不在時の総合司会代理[14]
- 心に刻む風景（2021年4月 - 2022年3月） - 中村吉右衛門の代役ナレーター（本編のみ）
- ゼロイチ（2021年4月3日 - 2023年3月25日）- 進行
- スッキリ - 森圭介のサブ司会代理、コーナー出演等（不定期）
  - （2021年10月12日・13日）[15]
  - （2022年6月13日 - 17日・9月5日 - 7日・12日）[16][17][18]
  - （2023年2月15日 - 17日）
- NNNストレイトニュース
  - 矢島学の代理（2022年10月24日・25日）
  - 安藤翔の代理（2023年5月5日）
- news every.
  - 木・金曜サブキャスター（2023年4月6日 - 2024年3月22日）
  - 徳島えりかの代理（2023年6月28日）
  - 中継リポーター（2024年3月25日 - ）

### テレビアニメ
- 風が強く吹いている（2019年、天気アナウンサー）

### 劇場アニメ
- それいけ!アンパンマン ブルブルの宝探し大冒険!（2017年、そのへんに城）
- それいけ!アンパンマン かがやけ!クルンといのちの星（2018年、街の人）
- 鹿の王 ユナと約束の旅（2022年、ホッサルの助手）